# Yuliya Ratkevich
Yuliya Ratkevich (n. 16 iulie 1985, Minsk, RSS Bielorusă, URSS) este o luptătoare ce a reprezentat Belarus, medaliată olimpică. A participat la 2 ediții ale Jocurilor Olimpice (2012, 2016) în care a câștigat o medalie de bronz.